# Vilanova (Vedra)
Vilanova (llamada oficialmente San Pedro de Vilanova) es una parroquia española del municipio de Vedra, en la provincia de La Coruña, Galicia.

## Entidades de población
Entidades de población que forman parte de la parroquia:
- Castrelo
- Cumbraos
- Francés (O Francés)
- Galegos
- Outeiro (O Outeiro)
- Pazo (O Pazo)
- Picón
- Rajoy (Raxoi)
- Sobredo
- Vilar

## Demografía
| Gráfica de evolución demográfica de Vilanova entre 2000 y 2019 |
|                                                                |
| Datos según el nomenclátor publicado por el INE.               |